# جامعة حلوان
جامعة حلوان هي إحدى الجامعات المصرية الحكومية وتضم 20 كلية وهي تابعة للمجلس الأعلى للجامعات المصرية.

## تاريخ الجامعة
أنشئت جامعة حلوان عام 1975م وتضمّ العديد من الكليات منها كلية الفنون التطبيقية وكلية التربية الفنية. في 26 يوليو 1975م أنشئت جامعة حلوان بالقانون رقم 70 لسنة 1975 ثم بدأت تتجمع كليات الجامعة في نطاق حرم واحد بعد سنوات طويلة من الشتات بما تنفرد به من كليات نوعية غير متكررة بالجامعات المصرية (كلية الفنون التطبيقية، كلية التربية الفنية، كلية التربية الموسيقية) كما تعتبر كليات الفنون الجميلة والتربية الرياضية للبنين والبنات والاقتصاد المنزلى هي الكليات الأم وانبثقت منها الكليات المماثلة في الجامعات الأخرى. تضم جامعة حلوان ثلاث كليات خارج الحرم ذات طابع هندسي وتكنولوجي (كلية الهندسة بالمطرية، كلية الهندسة بحلوان، كلية التعليم الصناعي بالأميرية).
تقع جامعة حلوان بمنطقة عين حلوان على مساحة 350 فدان، وقد تم وضع حجر الأساس عام 1975 وتم توقيع عقد الإنشاء للمرحلة الأولى في 1 أغسطس 1985م ومنذ ذلك الحين بدأ إنشاء جامعة حلوان والتي تشمل 23 كلية و49 وحدة ذات طابع خاص وعددًا من المرافق المستحدثة. ومنذ أن استقرت الجامعة في موقعها بدأ الاهتمام بالبيئة المحيطة بها وهي مدينة حلوان ومنطقة عزبة الوالدة وعين حلوان وذلك من خلال مؤتمرات وندوات لتحسين البيئة المحيطة بالجامعة.

## مقر جامعة حلوان
يقع المقر الرئيسي للجامعة في حلوان، وقد تم نقل عدد من الكليات للمقر الرئيسي للجامعة، بينما لا يزال البعض الآخر يتواجد خارج مقر الجامعة في كل من الزمالك وبولاق والجيزة والمنيل والهرم وعين شمس.
تم بناء العديد من المباني الضخمة في مقر الجامعة ليتم استيعاب جميع الكليات داخل مقر الجامعة الرئيسي.
يتمتع المقر الرئيسي بوجود العديد من الخدمات والتسهيلات، وتتضمن هذه الخدمات مطعم الجامعة، قاعة الرياضة، المكتبة المركزية، مركز التسوق، معرض فني بالإضافة إلى المدينة الجامعية.

## رؤساء الجامعة
- السيد إبراهيم قنديل (2022-الآن)
- حسام محمد كمال محمود رفاعي (قائم بالأعمال)(2022)
- ممدوح محمود مهدى [قائم بالأعمال] (2021 - 2022)[5]
- ماجد فهمى نجم (2017-2021)
- عمرو عبد الله احمد محمد قنديل (2013-2017)
- ياسر حسني محمد صقر (2012-2013)
- محمد عبد الحميد النشار (2011-2012)
- محمود ناصر الطيب (2009-2011)
- عبد الله بركات (2007-2009)
- عبد الحي عبيد (2004-2007)
- عمرو عزت سلامة (2002-2004)
- حسن محمد حسين حسنى (1997-2002)
- محمد محمود الجوهري (1993-1997)
- محمد كمال أحمد العتر (1989-1993)
- كمال محمد أحمد السراج (1986-1989)
- محمد إسماعيل علم الدين (1979-1986)
- عبد الرازق عبد الفتاح إبراهيم (1975-1979)

## كليات الجامعة
- كلية الهندسة (حلوان)
- كلية الهندسة (المطرية)
- كلية التجارة وإدارة الأعمال (حلوان)
- كلية التجارة وإدارة الأعمال (الزمالك)
- كلية الحاسبات والمعلومات
- كلية السياحة والفنادق
- كلية الفنون التطبيقية
- كلية التكنولوجيا والتعليم
- كلية الاقتصاد المنزلي
- كلية التربية الفنية
- كلية التربية الموسيقية
- كلية علوم الرياضة (بنين) بالهرم
- كلية علوم الرياضة (بنات) بالجزيرة
- كلية الحقوق
- كلية الآداب
- كلية التربية
- كلية الخدمة الاجتماعية
- كلية الصيدلة
- كلية العلوم
- كلية التمريض
- كلية الطب
- كلية علوم التغذية[6]
- المعهد القومي للملكية الفكرية
- معهد التمريض

## مستشفى الجامعة
أنشئت مستشفى جامعة حلوان في 30 يونيو 1981 بقرار مجلس الجامعة رقم 48 كوحدة ذات طابع خاص، تقوم بتقديم الخدمات العلاجية لطلاب الجامعة ثم تطورت الخدمة لتشمل العاملين بالجامعة وأسرهم وأهالي مدينة حلوان وأعضاء الشركات والهيئات التي تم التعاقد معها لنشر الخدمة الطبية والتوعية الصحية في البيئة المحيطة بالمسستشفى.
وقد تم تجهيز المستشفى على أعلى مستوى وضم معامل ووحدة مناظير ووحدة علاج طبيعي كما يوجد بها صيدلية وثلاث حجرات للعمليات مجهزة بأحدث الأجهزة.

## أعلام خريجي الجامعة
- أ. د. كاميليا عبد الفتاح
- د. موسي أبو مرزوق
- عوض دوخي
- التشكيلى أ. د. عادل عبد الرحمن
- المطرب علي الحجار
- محمد عبد المنعم الصاوي
- الكاتب عمر طاهر
- عبد المنعم أبو الفتوح
- رسام الكاريكاتير أحمد نادي
- الكاتب محمد فتحي
- المطرب محمد منير
- الفنان حسين الإمام
- الممثل الكوميدي عبد المنعم مدبولي-خريخ كلية الفنون التطبيقية
- يحيى القزاز
- أشرف صبحي وزير الشباب والرياضة في حكومة مصطفى مدبولي
- خالد العناني وزير السياحة والآثار السابق في حكومة مصطفى مدبولي
- أحمد فؤاد هنو وزير الثقافة في حكومة مصطفي مدبولي

## مراكز الجامعة
مركز البحوث والدراسات الصينية المصرية

## معرض صور

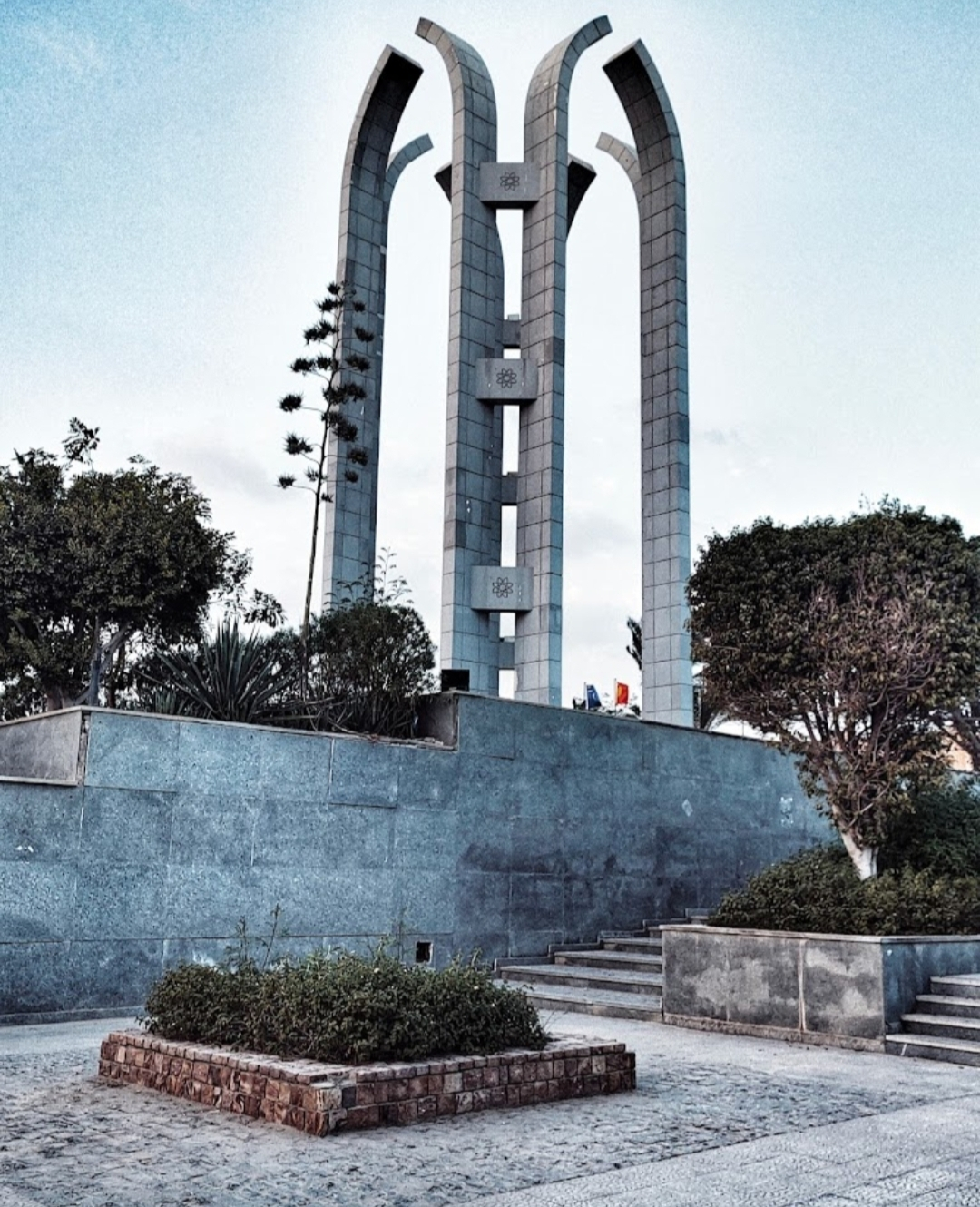
شعار جامعة حلوان
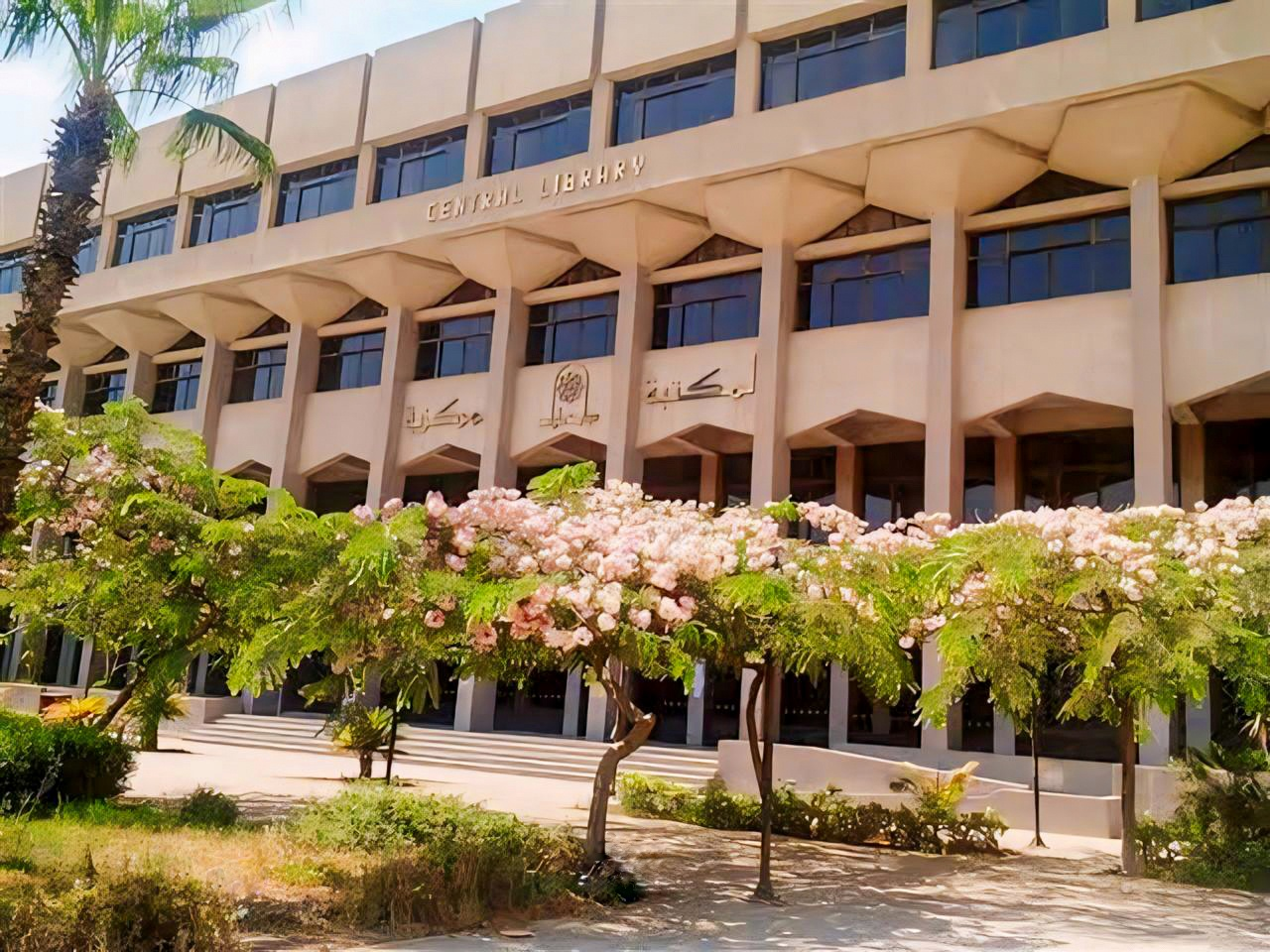
المكتبة المركزية - جامعة حلوان
شعار كليةا لطبشعار كليةا لطب
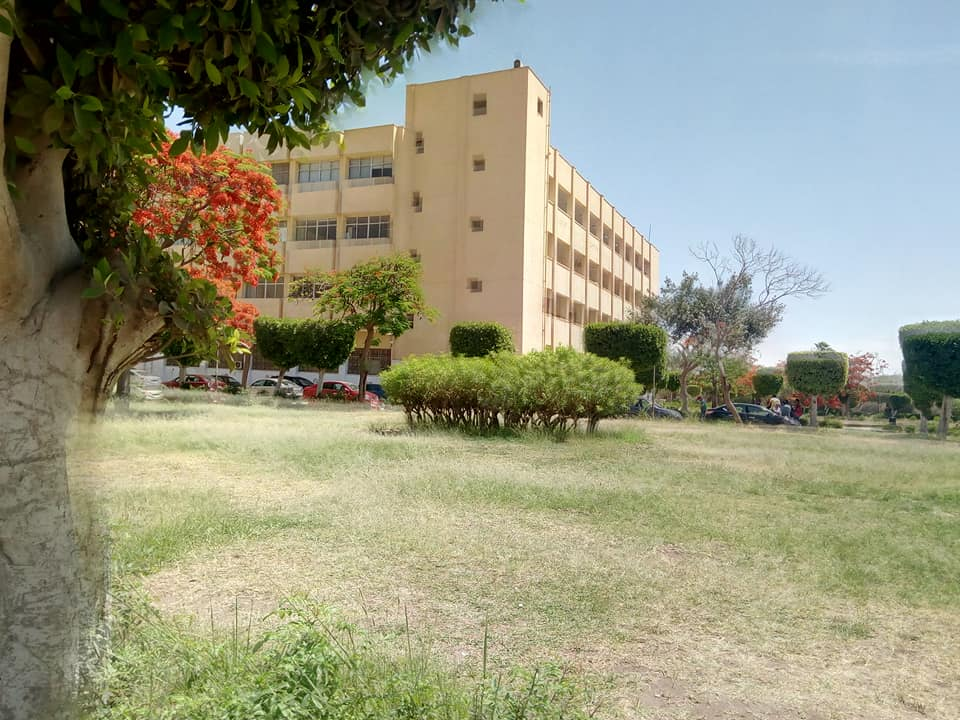
مباني كلية الآداب
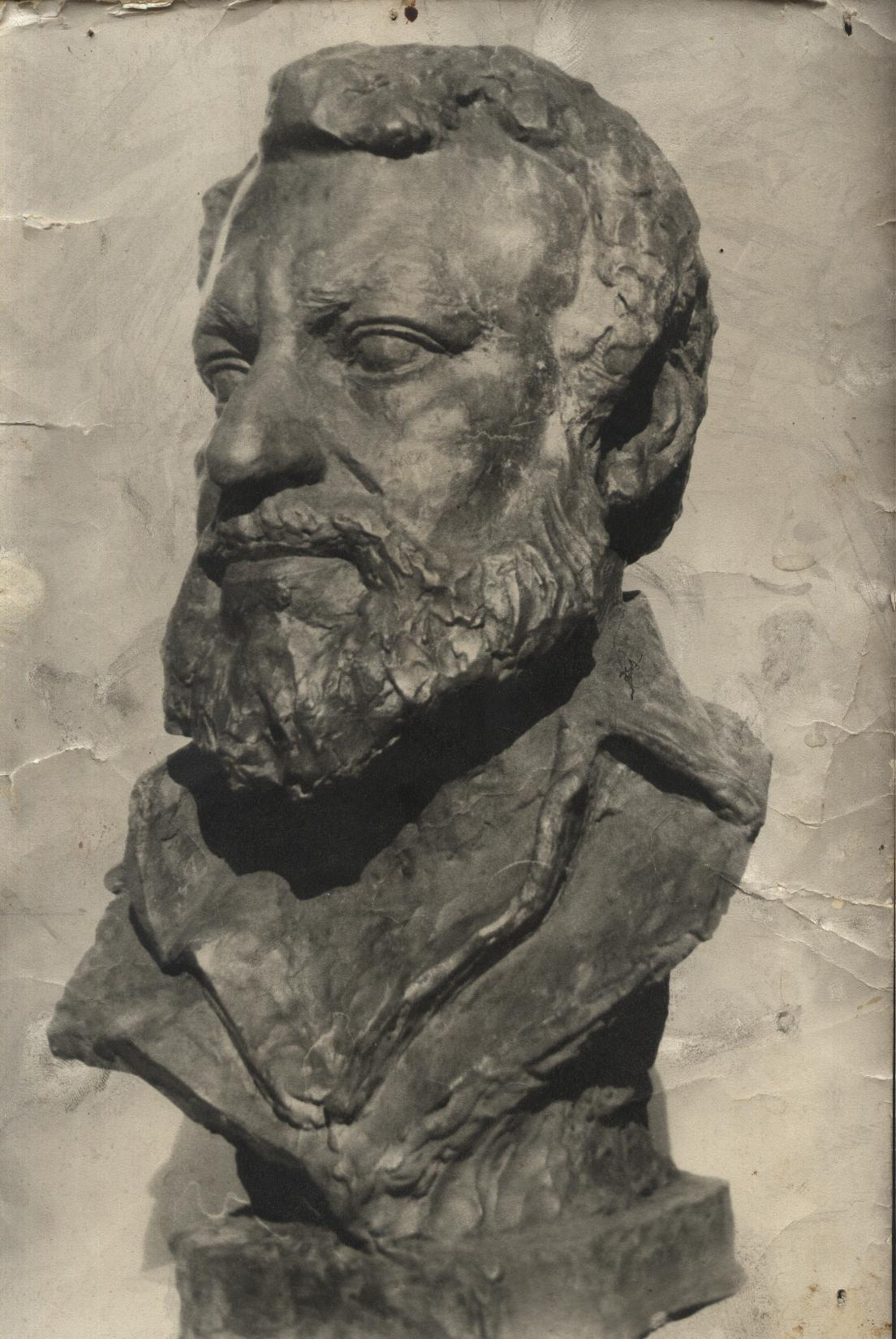
تمثال للبروفيسور مجدي يوسف - كليةالفنون الجميلة جامعه حلوان